# Пешка (фильм)
«Пешка» (англ. Pawn) — триллер Дэвида А. Армстронга, его режиссёрский дебют. Показ фильма начался с 23 апреля 2013 и продолжался в течение 5 дней только в одном кинотеатре.

## Сюжет
Это история об экс-заключенном, который запутывается в хитрой игре между федералами, местной полицией и бандитами.